# François Kortleven
François Theodorus Wilhelm Kortleven (ur. 13 lutego 1884 w Oisterwijk, zm. 31 stycznia 1969 w Bergen op Zoom) – holenderski strzelec, olimpijczyk.
Uczestnik Letnich Igrzysk Olimpijskich 1924. Zajął 16. pozycję w karabinie dowolnym drużynowo, uzyskując 4. wynik w zespole holenderskim.

## Wyniki

### Igrzyska olimpijskie
| Igrzyska   | Konkurencja                | Wynik                           | Miejsce | Źródło |
| ---------- | -------------------------- | ------------------------------- | ------- | ------ |
| Paryż 1924 | Karabin dowolny, drużynowo | 458 pkt. (druż.) 86 pkt. (ind.) | 16      | [ 1 ]  |